# 北京市郊铁路东北环线
北京市郊铁路东北环线，是正在规划建设中的一条服务于中华人民共和国首都北京市的市域铁路。原计划利用北京铁路枢纽东北环线的黄土店至星火区间以及东星联络线开行黄土店站至北京东站的通勤列车，连接回天地区、望京、北京商务中心区等重点地区，全长28.33公里。规划调整后，北端起点调整至南口站，南端终点改为光华路，同时搁置了该线引入北京东站与城市副中心线接驳的计划。
调整后的北京市郊铁路东北环线全长58.97公里，设车站16座（其中新建10座、改造既有车站6座）。北京朝阳至南口段工期2.5年，光华路至北京朝阳段工期5年，按照同时开工、分期开通考虑，估算总投资220亿元。

## 历史

### 简捷开通工程

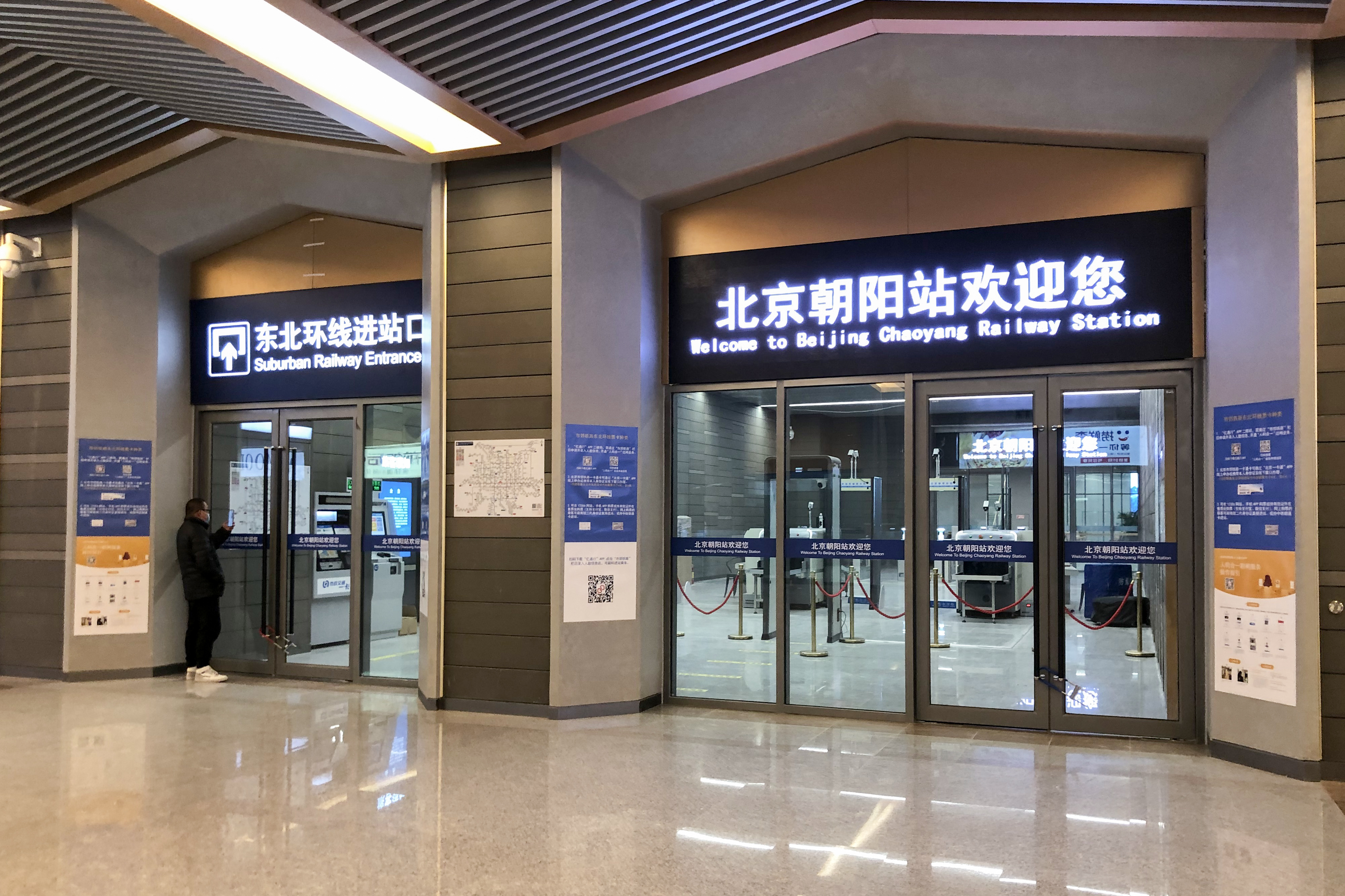
北京朝阳站地下一层中部的东北环线进站口（2021年1月）

2019年7月25日，北京市发改委向市人大常委会第十四次会议做《关于北京市2019年国民经济和社会发展计划上半年执行情况的报告》，提出了“规划利用既有京承铁路、东北环线等开行市郊铁路”；
2019年12月11日，《昌平分区规划（2017年-2035年）》全文发布，正式公布了市郊铁路S11线东北环线的规划；
2020年2月，市郊铁路东北环线先期开通段被列入《北京市2020年重点工程计划》，计划利用既有东北环线简易开行市郊列车，于2020年启动相关工程建设。工程目标是将黄土店经星火站至北京东站段28.33公里线路简捷开通，改造内容包括黄土店站客场由尽端式站场改为通过式站场、望京站新建简易站房及高站台、沿线整改，已在2020年底全部完成，开始编制开行方案，拟使用怀密线的CRH6F-A型城际动车组，对外预告将于2021年初随京沈高铁北京朝阳站同步投入运营。
但随后简捷开通计划由于不明原因被搁置。

### 复线工程
2020年8月，时任北京市委书记蔡奇考察改造中的望京站，要求深化路地合作、增加车次，年内简易开行，同步研究复线建设，带动微中心发展，打造北京的“山手线”。
2021年2月公布的《2021年北京市重点工程计划》中，列入“市郊铁路东北环线整体提升工程”（黄土店至北京东站、光华路）“市郊铁路S2线南段通勤化改造工程 ”（南口至黄土店，全长31公里）。
《京投公司2021年重大投资项目有关情况》显示上述项目预计2021年12月开工。
2021年4月9日，北京市、国铁集团签署《关于深化铁路领域战略合作的框架协议》，要求先期开展东北环线相关工作。2021年5月17日，勘察设计招标。2021年5月31日，北京市发展改革委下发《关于开展市郊铁路S2-东北环线前期工作的通知》（京发改〔2021〕763号）。2022年7月31日，北京市规划和自然资源委核发《市郊铁路东北环线（南口至光华路段）工程规划方案及一体化条件规划意见的函》（京规自函〔2022〕1697号）。
2023年3月24日，初步设计、施工图设计公告招标。公告显示，市郊铁路东北环线（南口至光华路段）包括地上线路约53.05公里，地上车站12座，地下线路约5.95公里，地下车站3座（石佛营东站、四惠站、光华路站），地上新建昌平车辆基地一处，并将改建国铁黄土店站作为停车场使用。。中标者为中国铁路设计集团–北京城建设计发展集团联合体。
2023年4月10日，环境影响评价第一次公示，环评单位为中国铁道科学研究院。2023年6月1日，公布了其编制的《市郊铁路东北环线（南口至光华路段）工程环境影响评价报告书（征求意见稿）》，在十工作日内向公众征求意见。该工程南口站至昌平站段将对既有京包铁路进行电气化改造，长约8.3公里；昌平站至新龙泽站段、霍营站至北京朝阳站段增建二线，长约39.6公里；北京朝阳站至光华路站段利用北京热电厂铁路支线的路由新建地下双线，长约7公里，其余区段利用既有铁路。
2023年12月，路方评审机构出具《北京市郊铁路东北环线（南口至光华路段）工程可行性研究评审报告》。2024年7月，市方评估机构出具《北京市郊铁路东北环线工程可行性研究报告评估报告》。2024年12月，在北京市发改委通过节能审查，预计建成时间表述为2029年12月。
2025年3月14日，环境影响报告书征求意见稿（修改版）公布，在十工作日内向公众征求意见。相比2023年版报告稿，车站数量由15座增加到16座，即在新建酒仙桥站和既有望京站之间新增草场地站。4月15日，环评报告书和公众参与说明在市生态环境局进行报批前公示，结合工程设计文件对相关环保措施进行了优化调整，解释了不考虑上东郡、航天城、建材城东三处加站的理由。
2025年5月26日，北京市生态环境局批复了市郊铁路东北环线工程环境影响报告书。

### 未来发展
本线计划与北京地铁19号线跨线直通，还预留与北京地铁平谷线联络跨线运营的条件。分别计划在生命谷、石佛营站接轨，实现地铁CBTC与国铁CTCS系统之间跨线运行。
因北京东站改建、城市副中心线东段提升等工程处于搁置状态，本工程预留北京朝阳站至北京东/通州方向上行疏解线，同期仅实施其中1.1km的线下工程，即自朝阳站南咽喉引出后入地、下钻姚家园南路框构和北侧人行地道的隧道工程。

## 运营
拟开行列车类型包括市郊列车、跨线高速动车组，部分区段含少量货车。市郊列车“主要选用走行部基于CRH6动车组研制的市域动力分散动车组”，2025年3月公布的修改稿进一步明确为“初期采用4编组市域D列车”。
环评报告书中，初、近期（2031–2038）每日列车开行数量为：
- 南口–昌平 36–37对
- 昌平–沙河 95–133对
- 沙河–新龙泽（龙域） 92–128对
- 新龙泽（龙域）–北京朝阳 141–193对
- 北京朝阳–光华路 126–170对

## 车站
| 北京市郊铁路东北环线 |                     |                  |                 |                                 |                                        |              |          |
| 图片                 | 站名 (工程名)[1]    | 里程[2] （千米） | 站间距 （千米） | 轨道换乘                        | 站场规模                               | 行政区       | 开通日期 |
|                      | 南口                | 0                |                 | S2线                            | 2台9线（东北环1台1线，为1座岛式站台）  | 北京市昌平区 | 待定     |
|                      | 昌平                | 8.34             | 8.34            | 京张城际铁路                    | 5台13线（市郊场2台4线，为2座岛式站台） | 北京市昌平区 | 待定     |
|                      | 沙河北              |                  |                 |                                 | 2台3线，为2座岛式站台                  | 北京市昌平区 | 待定     |
|                      | 沙河                |                  |                 |                                 | 2台3线，为2座岛式站台                  | 北京市昌平区 | 待定     |
|                      | 生命谷              |                  |                 | █ 19号线                        | 2台5线，为2座岛式站台                  | 北京市昌平区 | 待定     |
|                      | 北郊农场桥 (新龙泽) |                  |                 | █ 13号线A █ 13号线B █ 19号线    | 2台3线，为2座侧式站台                  | 北京市昌平区 | 待定     |
|                      | 霍营                |                  |                 | S2线 霍營站 ( █ 8号线 █ 13号线) | 2台3线，为2座侧式站台                  | 北京市昌平区 | 待定     |
|                      | 立水桥              |                  |                 | █ 5号线 █ 13号线                | 1台3线，为1座岛式站台                  | 北京市朝阳区 | 待定     |
|                      | 北苑                |                  |                 | █ 13号线                        | 2台3线，为2座侧式站台                  | 北京市朝阳区 | 待定     |
|                      | 望京                |                  |                 |                                 | 2台4线，为1座侧式站台                  | 北京市朝阳区 | 待定     |
|                      | 草场地              |                  |                 |                                 | 2台4线，为2座侧式站台                  | 北京市朝阳区 | 待定     |
|                      | 驼房营 (酒仙桥)     |                  |                 | █ 12号线                        | 1台3线，为1座岛式站台                  | 北京市朝阳区 | 待定     |
|                      | 北京朝阳            | 51.96            | 43.62           | 京沈客运专线 █ 3号线朝阳站      | 7台15线（市郊场1台2线，岛式站台）      | 北京市朝阳区 | 待定     |
|                      | 石佛营东            |                  |                 |                                 | 1台2线，岛式站台                       | 北京市朝阳区 | 待定     |
|                      | 四惠                |                  |                 | █ 1号线                         | 1台2线，岛式站台                       | 北京市朝阳区 | 待定     |
|                      | 光华路              | 58.97            | 7.01            | 光华路站（ █ 28号线）           | 1台2线，岛式站台                       | 北京市朝阳区 | 待定     |
| 注释                 |                     |                  |                 |                                 |                                        |              |          |
|                      |                     |                  |                 |                                 |                                        |              |          |